# Arbetsengagemang
Arbetsengagemang (av engelska work engagement) är att medarbetare nyttjar sig själva inom deras roll i arbetet. När människor är engagerade tillämpar och uttrycker de sig fysiskt, kognitivt, känslomässigt och mentalt genom arbetet. Tre aspekter av arbetsmotivation är kognitivt, emotionellt och fysiskt engagemang.

## Arbetsengagemang och Utbrändhet
Det finns två olika syner på hur arbetsengagemang relaterar till utbrändhet. Enligt Maslach och Leiter är utbrändhet och engagemang motpoler till varandra och det finns ett spektrum mellan dom. Utbrändhet är vid höga nivåer av dimensionerna cynism, utmattning och ineffektivitet, medan arbetsengagemang är vid höga nivåer av deltagande, energi och effektivitet. 
Den andra synen är att även om utbrändhet och engagemang är motsatta koncept så kan de inte mätas utifrån samma dimensioner. En konsekvens av detta är att utbrändhet och engagemang kan uppnås samtidigt. Utifrån denna definition beskrivs arbetsengagemang istället som ett positivt, tillfredsställande, arbetsrelaterat sinnestillstånd som kännetecknas av vigör, dedikation och uppslukande. Vigör kännetecknas av höga nivåer av energi och mental resiliens medan man arbetar, villighet att anstränga sig i sitt arbete, och ihärdighet vid svårigheter. Dedikation kännetecknas av känslor som mening, entusiasm, inspiration, stolthet och utmaning inom arbetet. Uppslukande kännetecknas av att vara koncentrerad och försjunken i sitt arbete, så att tiden upplevs gå snabbt och att man har svårt att släppa arbetet.

## Huvudsakliga drifter
I alla arbeten och arbetsmiljöer finns både krav och resurser. Krav är saker som motverkar arbetsengagemang då de kräver ihållande fysisk eller mental anstränging. Motparten till kraven är resurser vilka är saker som driver arbetengagemang genom att de hjälper den arbetande att nå mål, begränsar kraven eller konsekvenserna av kraven, eller bidrar till personlig utveckling. Resurser brukar delas upp i två typer:
- Resurser i arbete: Arbetsengagemang har ett positivt samband med resurser i arbete såsom socialt stöd från kollegor och överordnade, återkoppling, handledning, kontroll över arbete, variation i arbetsuppgifter, och möjligheter till lärande och utveckling. Genom dessa resurser begränsas hur krav i arbetet kan leda till psykologisk och fysiologisk belastning. De stödjer även personer i att uppnå arbetets mål och stimulerar lärande, självförverkligande och personlig utveckling. Resurser i arbete upprätthåller arbetsengagemang till en högre grad när det finns höga krav i arbetet.[6]

- Personliga resurser: Personliga resurser, såsom optimism och självförmåga, är aspekter av individen som hänvisar till dess motståndskraft och tilltro till förmågan att kunna kontrollera miljön och att lyckas påverka den. Vidare har engagerade medarbetare flera personliga egenskaper som skiljer dem från mindre engagerade medarbetare.[6]

För en övergripande modell av arbetsengagemang, se Bakker & Demerouti (2008).

## Mätverktyg
Kännetecknen av arbetsengagemang som ett positivt tillstånd (vigör, dedikation och uppslukande) kan mätas genom användningen av den standardiserade skalan Utrecht Work Engagement Scale (UWES). Skalan finns översatt till flera olika språk och har anpassats till olika omfattning.
Digitalisering och användning av artificiell intelligens är understuderade som riskfaktorer för att nå en bra arbetsmiljö. Forskare har under de senaste åren börjat ta fram mätverktyg för att studera effekten på arbetsengagemang av användning av digital teknik i arbetet, och av användning av AI i arbetet.